# Made (hooiland)

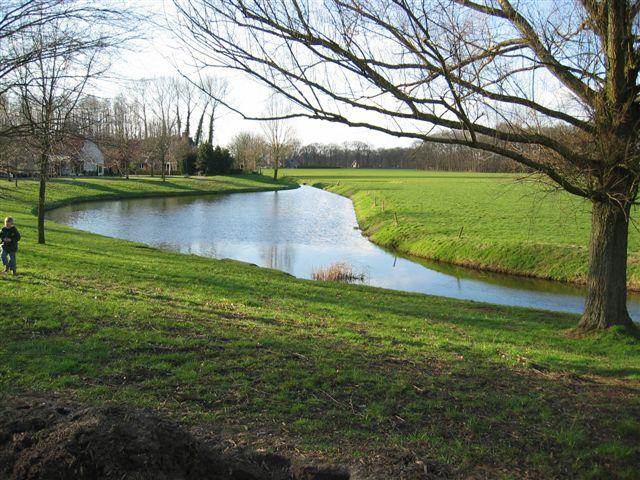
Graslanden aan een beek

Een made, maat, mede, meet of (Fries) miede (vergelijk met 't Engels meadow) is een stuk laag gelegen grasland dat meestal als hooiland gebruikt wordt. Het is aan een beek of ander water gelegen vochtig land dat minder geschikt is voor begrazing. Vroeger lag om deze graslanden soms een wal van plaggen. Op de Waddeneilanden deed een dergelijke wal ook dienst als primitieve zeekering.

## Miedenlandschap
Typerend voor lage hooilanden in de Friese gewesten is de meden-, meeden- of miedenverkaveling, ook wel blok-strookverkaveling genoemd, waarbij de ontginningsstroken oorspronkelijk aan verschillende eigenaren in naburige dorpen toebehoorden. Daarbij ontstond vaak een laddervormige structuur, die werd ontsloten door lange lanen of hooiwegen. Dit landschapstype ontstond in de Middeleeuwen door de verdeling en verkaveling van laag gelegen hooiland, dat eerder gemeenschappelijk gebruikt werd. De meeste gebieden met een miedenverkaveling liggen in het achterland van de hoge oeverwallen langs de Waddenkust, waar de oudste terpdorpen te vinden zijn. Soms ontstond er ook een buitendijks gebied met een miedenverkaveling, zoals het streekdorpenlandschap bij Roodeschool en Oosteinde, dat uit de zestiende eeuw dateert.

## Toponiem
Vrijwel iedere landbouwgemeenschap had een of meerdere maden. Door verbeterde afwatering of wegen konden daar soms woonkernen ontstaan die meestal het oude toponiem behielden. Zo heeft Made, ontstaan op "die Meede" van Geertruidenberg, meer inwoners dan de moederstad.
Andere voorbeelden zijn:
- Gooise Maatlanden: Bussumer maat, Hilversumse maat, Huizermaat, Laarder maat, Naarder maat[2]
- Mathenesse (ambachtsheerlijkheid)
- De Maten (Genk)
- Hoogmade
- Alkemade
- Het Meedstermaar (provincie Groningen)
- Ellemeet (Schouwen (Schouwen-Duiveland))
- Peizer- en Eeldermaden
- Bentemaden (buurtschap bij Oosterwolde (Friesland))
- Stadsmaten (voormalig ziekenhuis in Enschede)
- Meeden, Hoogemeeden, Lagemeeden, Meedenerdiep, Meedhuizen, Opmeeden en Uithuizermeeden
- Miedengebied: Miedum (Leeuwarden), Buitenpostermieden, Hamstermieden, IJzermieden, Surhuizumer Mieden, Twijzeler Mieden, Zwagermieden, Verzorgingsplaats De Mieden
- Recreatiegebied Madestein te Den Haag

## Familienamen
Maat, Van der Maat, Van der Made, Van der Mede, Van der Mee, Van der Meet, Van der Meide(n), Van der Meijde(n), Vermaat. 's Gravemade, Miedema ( Frysk) .